# Toto XIV
Toto XIV är det trettonde studioalbumet av den amerikanska rockgruppen Toto, utgiven den 20 mars 2015 i Europa och den 23 mars samma år i Nordamerika, genom skivbolaget Frontiers Records. Albumet spelades in mellan december 2013 och december 2014 i Kalifornien, USA, och producerades av C.J. Vanston, Steve Lukather, David Paich och Joseph Williams – förutom låten "The Little Things" – som Vanston producerade tillsammans med Steve Porcaro.
Toto XIV är gruppens första studioalbum på över nio år. På detta album återvände sångaren Joseph Williams, som lämnade gruppen 1988, keyboardisten Steve Porcaro, som lämnade bandet 1987, och basisten David Hungate, som lämnade 1982. Albumet är också bandets första med trummisen Keith Carlock som 2014 ersatte Simon Phillips.
Innan albumet gavs ut, släpptes "Orphan", "Holy War" och "Burn" som singlar. Albumet nådde som bäst plats 43 på den brittiska albumlistan och plats 98 på Billboard 200 i USA – bandets bästa noteringar på dessa listor sedan man gav ut Toto IV (1982), respektive The Seventh One (1988). Albumet nådde topp-10 placeringar i Finland, Nederländerna, Norge, Schweiz, Sverige och Tyskland.

## Historia

### Bakgrund
Efter att gruppen givit ut sitt tolfte studioalbum, Falling in Between, i början av 2006, påbörjade man en lång världsturné som avslutades den 18 augusti 2007. Under 2007 ersattes basisten Mike Porcaro av Leland Sklar, efter att Porcaro drabbats av Amyotrofisk lateralskleros. Han gjorde sin sista konsert med gruppen den 16 november 2006 i Minneapolis, USA. I juni 2008 meddelade Steve Lukather att Toto var upplöst. Den 26 februari 2010 meddelade dock Lukather att gruppen var tillbaka – med en ny uppsättning: David Paich, Lukather, Steve Porcaro, Simon Phillips, Joseph Williams och Nathan East som vikarie för Mike Porcaro. Med denna uppsättning turnerande man runtom världen fram till den 14 september 2013.

### Inspelning och produktion

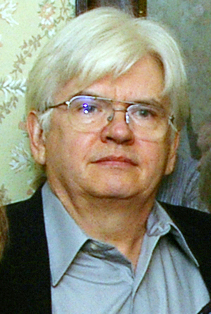
Toto XIV är det första Toto-albumet David Hungate medverkar på sedan Toto IV.

Den 5 november 2013 bekräftades det på både Paichs och Totos officiella Facebooksidor att ett nytt studioalbum planerades. Arbetet med albumet påbörjades i december 2013 och i januari 2014 påbörjades inspelningarna av skivan tillsammans med producenten C.J. Vanston. I slutet av samma månad meddelades det att Simon Phillips, som varit Totos trummis sedan Jeff Porcaros död 1992, lämnat bandet och ersatts av Keith Carlock.
Mellan den 23 april och den 2 maj 2014 gjorde Toto en kort turné i Japan. Efter denna turné lämnade Nathan East bandet. På Toto XIV använde sig gruppen av fem olika basister. I slutet av mars samma år spelade Tal Wilkenfeld in bas på två låtar: "All the Tears That Shine" och "Fortune". För första gången på 33 år – sedan bandet 1982 gav ut Toto IV – spelade basisten David Hungate på ett album av Toto. Han medverkar på låtarna "Holy War", "20th Century Blues", "The Little Things" och "Chinatown". På "Running Out of Time" spelar Tim Lefebvre bas och Leland Sklar, som turnerade med Toto 2007, spelar bas på "Burn". På övriga låtar, "Orphan", "Unknown Soldier (For Jeffrey)" och "Great Expectations", axlar Steve Lukather själv rollen som basist.
Carlock meddelade den 27 maj att truminspelningarna var klara, och att han spelat in elva låtar till albumet. Den 22 september skrev Lukather att all sång var inspelad och att albumet nästan var redo att mixas. 11 november skrev Lukather igen: "TOTO XIV är officiellt klar. Vi mastrar idag och imorgon".

### Utgivning
Den 22 mars 2014 meddelade Lukather att albumet väntas ges ut någon gång under början av 2015. I slutet av maj 2014 skrev Carlock att albumet kommer att ges ut i mars 2015. Så tidigt som i mars 2014 kallade gruppen albumet för XIV, och Lukather bekräftade titeln Toto XIV i slutet av december 2014. Den 8 januari 2015 meddelades det att albumet skulle komma att ges ut den 20 mars 2015 i Europa och den 23 mars i Storbritannien, Oceanien och Nordamerika. Den 5 februari 2015 släppte bandet musikvideon till låten "Orphan", och drygt två veckor senare gavs "Holy War" ut via Youtube. Även "Burn" gavs ut på Youtube, ytterligare två veckor senare.
Toto XIV är gruppens andra att ges ut via det italienska skivbolaget Frontiers Records. Albumet gick in på den brittiska albumlistan den 29 mars 2015 och nådde sin högsta placering, 43. Detta var gruppens bästa notering i Storbritannien sedan man 1982 gav ut Toto IV, som nådde plats fyra. Den 11 april gick albumet in på plats 98 på Billboard 200 i USA. Detta var gruppens bästa notering i USA sedan man 1988 gav ut The Seventh One, som nådde plats 64. Albumet noterades för ett antal topp-20 placeringar i ett flertal länder runtom Europa: Finland (5), Frankrike (17), Italien (16), Nederländerna (2), Norge (6), Schweiz (3), Sverige (4), Tyskland (4), och Österrike (11).

### Mottagande
Webbplatsen Allmusic ger Toto XIV 3 av 5 i betyg och skrev att Toto har gjort "ett album som reflekterar över vad dessa veteraner har sett och lärt sig under sina 40 år i branschen". Tidningen Classic Rock skrev att låten "Chinatown" "är den låt som låter mest som bandets verk från 80-talet – med sånginsatser som byter mellan Lukather och Williams, framträdande mellanspel från pianot, och med de omisskännliga Toto-stämmorna, så är den ett försvunnet spår från The Seventh One".
Albumet har fått mestadels ett positivt mottagande i svensk media. På Kritiker.se, som tilldelar en genomsnittlig poäng från professionella recensenter, har albumet 3,2 av 5 poäng, baserat på 11 recensioner. I musiktidningen Gaffa skriver man att albumet helhet "påminner om bandets storhetstid 1978-1983, innan pudelhårdrockstendenserna började ta över" och att låten "The Little Things" är en "underbar liten poppärla och albumets finaste stund". I en recension för Nerikes Allehanda skriver Måns Uggla att "Toto har lyckats med konststycket att göra ett album fullspäckat med nostalgi – men helt utan hits". I Svenska Dagbladet gavs Toto XIV 3 av 6 i betyg och recensenten ansåg att albumet egentligen inte hade behövts: "produktionen är lika hopplöst daterad som den melodiska hårdrocken och flera av låtarna hade kunnat vara med i Melodifestivalen".

## Låtlista
| Nr  | Titel                         | Kompositör                  | Sångare                   | Längd |
| --- | ----------------------------- | --------------------------- | ------------------------- | ----- |
| 1.  | Running Out of Time           | Lukather, Paich, Williams   | Williams                  | 4:06  |
| 2.  | Burn                          | Williams, Paich             | Williams                  | 4:56  |
| 3.  | Holy War                      | Lukather, Vanston, Williams | Williams, Lukather        | 5:24  |
| 4.  | 21st Century Blues            | Lukather, Vanston           | Lukather                  | 6:08  |
| 5.  | Orphan                        | Paich, Williams, Lukather   | Williams                  | 3:55  |
| 6.  | Unknown Soldier (For Jeffrey) | Paich, Lukather             | Lukather                  | 5:06  |
| 7.  | The Little Things             | Porcaro, Willis             | Porcaro                   | 4:34  |
| 8.  | Chinatown                     | Paich, Sherwood             | Paich, Williams, Lukather | 5:07  |
| 9.  | All the Tears That Shine      | Paich, Sherwood             | Paich                     | 5:09  |
| 10. | Fortune                       | Williams                    | Williams                  | 4:46  |
| 11. | Great Expectations            | Paich, Williams, Lukather   | Paich, Williams           | 6:48  |

| 12. | Bend | Sherwood, Porcaro | Porcaro | 2:48 |

## Medverkande
| Toto - Steve Lukather – sång, gitarr, bas (5, 6, 11) - Joseph Williams – sång, keyboard (5, 11) - David Paich – sång, keyboard, kontrabas (9) - Steve Porcaro – keyboard, sång - Keith Carlock – trummor, kör (2) Produktion - CJ Vanston – musikproducent, ljudtekniker, mixning - Csaba Petrocz, Joseph Williams, Stefan Nordin – ljudtekniker - Steve Genewick, Chandler Harod – assisterande ljudtekniker - Peter Doell – mastering Övrigt - Heather Porcaro – foto - Fred Kim – cover art - Thunderwing – art direction - JoAnn Tominaga – produktionsmanager - Ron Remis and Trish Field – företagsledning - Gary Gilbert – juridik - Steve Karas and Keith Hagen – public relations | Övriga medverkande - David Hungate – bas (3, 4, 7, 8) - Tal Wilkenfeld – bas (9, 10) - Leland Sklar – bas (2) - Tim Lefebvre – bas (1) - Lenny Castro – slagverk (2, 3, 5-10) - Martin Tillman – cello (6, 7, 11) - C. J. Vanston – synthesizer (1-6, 10, 11), kör (2) - Michael McDonald – kör (6, 8, 10) - Amy Keys – kör (4, 6, 8, 10) - Mabvuto Carpenter – kör (5, 11) - Jamie Savko – kör (1, 2, 11) - Emma Williams – kör (2) - Tom Scott – saxofon- och hornarrangemang (4), saxofon (8) |

## Listplaceringar
| Land                | Topplacering | Ref   |
| ------------------- | ------------ | ----- |
| Belgien (Flandern)  | 28           | [ 3 ] |
| Belgien (Vallonien) | 31           | [ 3 ] |
| Danmark             | 15           | [ 3 ] |
| Finland             | 5            | [ 3 ] |
| Frankrike           | 17           | [ 3 ] |
| Irland              | 75           | [ 2 ] |
| Italien             | 16           | [ 3 ] |
| Nederländerna       | 2            | [ 3 ] |
| Norge               | 6            | [ 3 ] |
| Schweiz             | 3            | [ 3 ] |
| Storbritannien      | 43           | [ 1 ] |
| Sverige             | 4            | [ 3 ] |
| Tyskland            | 4            | [ 3 ] |
| USA                 | 98           | [ 2 ] |
| Österrike           | 11           | [ 3 ] |